# Faccia d'angelo (miniserie televisiva)
Faccia d'angelo è una miniserie televisiva in due puntate del 2012, diretta da Andrea Porporati e trasmessa per la prima volta in Italia dal canale Sky Cinema 1, appartenente alla piattaforma a pagamento Sky.
Ispirata alle reali vicende della Mala del Brenta e Felice Maniero, lo storico boss dell'organizzazione mafiosa del Veneto. 
La prima puntata è andata in onda il 12 marzo 2012, la seconda e ultima puntata il 19 marzo 2012.

## Trama

### Prima puntata
1967: un bambino accompagnato da sua madre si presenta a un concorso per una borsa di studio. L'esaminatore è sprezzante e pretende dal bambino di ripetere a memoria un testo della Divina Commedia: il bambino riesce a recitarlo al contrario. Nonostante tutto la richiesta della borsa di studio è respinta.
14 novembre 1985: un gruppo di criminali armati e con il volto coperto fa irruzione nell'aeroporto Marco Polo di Venezia, sottraendo 300 kg d'oro. La mattina seguente, l'ispettore Bruno Ricci arriva a Venezia e fa subito la conoscenza dei suoi nuovi colleghi: l'ispettore Del Monaco, il commissario Trionfera, e il dottor Arosio, il pubblico ministero. Interrogando i testimoni, gli uomini sono certi che l'operazione sia stata eseguita dal Toso e la sua banda, ricercata da anni. 
Arosio si rende conto che per incastrare l'organizzazione è necessario partire dai suoi inizi ricostruendone la storia.
Riviera del Brenta, 1974. Un giovane, noto come il Toso (il suo nome non viene mai rivelato) è quel bambino veneto di umili origini visto nella scena di apertura e, assieme ai suoi amici, si diletta in piccoli furti. Ma il giovane ha le idee chiare per quanto riguarda il suo futuro e punta in alto. L'occasione per alzare il tiro gli viene offerta quando una ricca famiglia del luogo, fa installare delle telecamere di sorveglianza per controllare la propria villa: il Toso vuole sequestrare la signora Carbon per chiederne il riscatto. Propone quindi agli amici di partecipare al colpo: Tavoletta sarà alla guida del furgone che i ragazzi utilizzeranno, mentre il Moro e Schei, i più corpulenti del gruppo, provvederanno ad immobilizzare e rapire la donna. Solo il Doge sembra avere qualche dubbio sull'operazione, ma, spinto dagli amici, si convince a partecipare. Il piano architettato dal Toso funziona alla perfezione: ma essendo consapevole che la banda non ha sufficiente esperienza nella gestione dei rapimenti, il Toso, secondo un accordo precedentemente concluso, consegna la donna ad un giostraio, in cambio di denaro. È il primo di una lunga serie di sequestri e rapine che, nel giro di pochi anni, portano il Toso ed i suoi amici ad arricchirsi enormemente, approfittando dell'impressionante crescita economica di cui gode in quegli anni l’area del Veneto. 
La banda comincia a frequentare assiduamente le bische clandestine della zona. Il Toso sembra molto interessato a questo business e la sua attenzione non sfugge ad un potente boss, conosciuto come Arsenale, insospettito dalla presenza in una delle sue bische del Toso e dei suoi uomini. Ricevuto dal boss, che controlla lo spaccio di droga ed il business del gioco d'azzardo nelle zone di Padova e Venezia, il Toso gli propone di aprire una bisca a Padova gestita dalla sua banda, con la promessa di riconoscere ad Arsenale il 50% dei ricavi. Arsenale, pur restando sospettoso, accetta l'offerta del giovane.
10 febbraio 1981: il Toso ha sposato Grazia, e dalla stessa ha avuto un figlio, Paolo, che si appresta a far battezzare nella chiesa del suo paese. Dopo la cerimonia, il Toso comunica a Grazia che non è adatto a fare il padre di famiglia e lascia la donna assieme al figlio non prima di averle regalato una lussuosa villa. L'uomo è totalmente concentrato sul costruire un impero criminale e, contravvenendo agli ordini di Arsenale, indaga nelle bische del boss sui guadagni dei cambisti che lavorano per Arsenale stesso, scoprendo che il loro ricavo complessivo annuale sta crescendo a dismisura è ormai corrisponde ad una cifra altissima: 20 miliardi di lire. Il Toso, alla presenza di Arsenale, chiede al Siciliano di poter prendere il controllo dei suddetti cambisti, promettendo un aumento del guadagno da spartire tra loro tre. Arsenale, infuriato per lo sgarbo ricevuto, chiede che lo stesso venga ucciso, ma il Siciliano, allettato dagli enormi guadagni che si prospettano, accetta la proposta dell'emergente boss e ad Arsenale non resta che rimettersi alla decisione del Siciliano.
Il Toso e la sua banda, che ormai controllano gran parte delle bische clandestine del nord-est italiano, estendono la collaborazione con il Siciliano anche allo spaccio di stupefacenti. Il mafioso, tuttavia, fa notare al Toso che qualcuno a Venezia sta spacciando della cocaina proveniente da un canale diverso dal suo e lo mette alla prova, chiedendogli di scoprire di chi si tratti e di risolvere la situazione. Quando i suoi uomini lo informano che si tratta di Arsenale, il Toso ha l'occasione di dimostrare al Siciliano la sua fermezza e di liberarsi del vecchio rivale: fa irruzione nella villa del boss e lo uccide. È il primo omicidio commesso dalla banda del Toso.
Nel frattempo il Toso si è innamorato di Morena, una ragazza che ha conosciuto in discoteca, e inizia a frequentarla vincendone con dolcezza le prime resistenze. Tutto sembra andare a gonfie vele, ma Grazia viene trovata senza vita nel giardino della sua villa: sembra trattarsi di una morte accidentale, ma la polizia non può escludere che possa trattarsi di una vendetta nei confronti del Toso. Anche il Toso, che nel frattempo affida il figlio alle cure della madre, non si sente più tranquillo, benché la popolazione del posto, come può constatare lo stesso ispettore Ricci, indagando sulla morte della donna, appoggia la banda non solo per paura, ma anche perché è ostile alle istituzioni, si riconosce nel Toso e ne ammira il successo e le capacità.

### Seconda puntata
Modena, 15 aprile 1987: il Toso, insieme a Morena, partecipa ad una cena di affari assieme a Schei ed al Moro, nella quale i compari parlano della possibilità di espandere il loro dominio nella città in cui si trovano. Nel bel mezzo della serata, però, Ricci ed i suoi uomini fanno irruzione nel ristorante arrestando il Toso e i suoi amici. Il Toso viene condotto nel carcere di massima sicurezza di Fossombrone, mentre Morena, che è incensurata, viene rilasciata poche ore dopo. Ricci apprende dai giornali che anche i complici del Toso saranno presto scarcerati, in quanto le accuse pendenti su di loro sono di poco conto. L'ispettore comunque è convinto che senza il Toso la banda avrà grosse difficoltà nel gestire gli affari. 
La previsione di Ricci non sembra tuttavia avverarsi: Schei mette subito le cose in chiaro, annunciando alla banda che in assenza del Toso il capo sarà lui e che gli affari proseguiranno regolarmente.
Il Toso è in carcere ed ha chiesto alla direzione la possibilità di conseguire una laurea in architettura. Per questo passa molte ore della sua giornata in biblioteca a studiare. Un altro detenuto lo osserva e durante l'ora d'aria, capendo che la reale intenzione del Toso è quella di evadere dalla prigione, lo avvicina offrendosi di aiutarlo nel suo piano. Il boss, sebbene diviso nelle ideologie dall'altro detenuto, un terrorista dell'estrema sinistra, alla fine decide di accettare la proposta, coinvolgendo l'uomo nell'operazione.
Il Toso, venuto a conoscenza delle notizie sulla sua banda (Moro e Schei sono stati uccisi in due diversi agguati), sembra notevolmente scosso, ma la morte bussa alla sua porta in modo ancora più drammatico: Morena, che ormai lo ama devotamente, mentre è in viaggio per andare a trovarlo, muore in quello che sembra un tragico incidente stradale. La difficile situazione esterna accresce la necessità del boss di evadere dal carcere.
6 dicembre: il Toso ed il terrorista riescono ad evadere dal carcere di Fossombrone. Ricci e i suoi colleghi, appresa la notizia, sono increduli, e rispondono istituendo posti di blocco in tutto il nord Italia, sorvegliando anche la famiglia del Toso, convinti che, presto o tardi, il boss si tradirà.
Pur essendo latitante, il ritorno del Toso ha effetti benefici per la banda, i cui traffici riprendono a pieno ritmo. Il boss, tuttavia, vuole recuperare parte dei soldi persi con l'omicidio del Moro e decide di rifarsi sequestrando un ricco imprenditore del luogo, Roberto Bernini insieme alla moglie e alla figlia. Il piano prevede che nessuno si faccia male: l'imprenditore aprirà alla banda il suo caveau, consegnerà al Toso i soldi e tornerà a casa con la sua famiglia. Ma Bernini reagisce e le cose precipitano: la banda fugge nel panico lasciando Bernini a terra in fin di vita davanti ai suoi cari e portandosi dietro Tavoletta a sua volta ferito. Non potendolo portare in ospedale, il Toso lo fa imbarcare su un volo diretto a Bogotà dove viene preso in consegna da due poliziotti colombiani corrotti dal Toso, che lo faranno curare.
Intanto la banda è sulle tracce degli assassini di Schei e del Moro e Doge individua come colpevoli i fratelli Giudecchini. Si è sparsa la voce che i fratelli si riforniscono da canali diversi da quelli della Banda e spacciano droga per conto loro a Venezia. Il Toso allora li fa uccidere da Bepi e dal Doge.
Tuttavia il maxi processo istruito da Arosio per condannare il Toso e i suoi sodali sta giungendo alle fasi decisive. Attesa è la deposizione del super testimone dell'accusa, Roberto Bernini, sopravvissuto all'agguato nei suoi confronti. Trionfera comunica a Ricci ed Arosio il suo trasferimento nel capoluogo siciliano, chiedendo al giovane ispettore di seguirlo, ma Ricci decide di rimanere a Venezia per finire il suo lavoro.
L'avvocato del Toso consiglia al boss di lasciare l'Italia, in quanto una sua cattura lo esporrebbe al nuovo regime detentivo previsto per i condannati al reato di associazione mafiosa, il 41-bis, il cosiddetto carcere duro. Il boss decide di trasferirsi in Croazia, paese in cui ha importanti conoscenze, ma intanto, fingendosi un ricco ingegnere, il Toso acquista un lussuoso yacht col quale potrebbe raggiungere la sua nuova destinazione. Tuttavia, nonostante la falsa identità utilizzata dal boss, l'operazione insospettisce Ricci, che è ancora convinto di poterlo incastrare. In realtà, il Toso potrebbe tranquillamente far perdere le sue tracce, ma si trattiene, forse per un eccesso di sicurezza, in compagnia del figlio e di Giulia (la sorella di Grazia), nel mare di Capri. Mentre passeggia con il figlio nei pressi del suo yacht sul molo dell’isola, si trova di fronte Ricci e girandosi, si accorge di essere braccato dall'altro lato anche da Del Monaco. Il Toso capisce che la sua corsa è finita, e viene arrestato dai due.

## Produzione
Nel 1997, alla pubblicazione del libro biografia Una storia criminale di Andrea Pasqualetto in collaborazione con Felice Maniero, lo scrittore ricevette la chiamata di Paolo Pillitteri, professore di storia del cinema, già sindaco di Milano, nonché cognato di Bettino Craxi, interessato a trasformare l'opera in una sceneggiatura. I due ebbero diversi incontri a Milano, entro i quali dettagliarono il progetto e Pillitteri si occupò personalmente della scrittura completa della sceneggiatura, senza l'aiuto di Pasqualetto, ma in mancanza di produttori interessati, il progetto non trovò luce.
All'edizione 2010 del Roma FictionFest fu annunciato che un nuovo progetto basato sul libro di Pasqualetto sarebbe stato realizzato sotto forma di miniserie televisiva dalla Goodtime per la rete Sky, da una sceneggiatura di Andrea Porporati scritta con l'ausilio di Elena Bucaccio e Alessandro Sermoneta. Porporati accettò la regia di un film per la televisione, poiché secondo lui il piccolo schermo «concede libertà superiore al cinema anche per la dimensione del romanzo, dello spazio che racconta personaggi in profondità». A contribuire alla realizzazione del film anche la compagnia cinematografica Svet Filma con base a Lubiana, responsabile dell'appendice sloveno della lavorazione.
(Porporati sul soggetto.)
In accordo con Sky ed Elio Germano, sebbene Maniero fosse stato messo al corrente del film, non ci sarebbe stato alcun contatto voluto fra loro. Secondo Germano, la scelta di non sentire l'ex capo fu dovuta al fatto che «il film non è di tipo documentaristico in cui si racconta la sua storia. Partiamo dai fatti raccontati nei processi e nel libro che ha scritto anche lui, per farne un'interpretazione nostra, personale, per cui non interessava conoscere la persona vera ma piuttosto la percezione che hanno gli italiani del suo personaggio per creare una continuità con l'immaginario». A formare Germano, quindi, nella caratterizzazione del personaggio, nessun incontro con Maniero, ma solo delle visite fatte personalmente agli studi di Antenna Tre Nordest di Treviso per la presa in custodia di servizi dell'epoca e filmati di repertorio utili ad approfondire i modi di fare, la personalità e il tono di voce da assumere per avvicinarsi al ruolo. Essendo poi di origine romana, ha dovuto apprendere il veneto basandosi su corsi internet, dizionari e manuali, informandosi sulle diverse forme dialettali presenti e varianti da zona a zona della regione.
Oltre ad approfondire le vicende della mala del Brenta, le attività illegali e gli omicidi, nella sceneggiatura di Sermoneta e Bucaccio furono poi aggiunti alcuni aspetti personali relativi all'ambito familiare di Maniero. Comunque sia, onde evitare polemiche ancora prima dell'uscita dell'epoca, Germano spiegò che il film non sarebbe stato un «santino ma neanche un fumetto», semplicemente «una storia», a cui sarebbe toccato al pubblico lasciare «il giudizio sul bene e sul male». La ricerca del materiale necessario alla formulazione di una buona ricostruzione storica della mala del Brenta è stata eseguita da Porporati insieme ad altri collaboratori del progetto, ed è partita da Chioggia raccogliendo le testimonianze e personali racconti di chi ha vissuto quella circoscritta epoca, per poi usufruire di fonti più accreditate, attendibili, come libri sull'argomento, servizi televisivi, documentari e relazioni delle forze dell'ordine.
(Elio Germano sulla sceneggiatura.)

### Cast
A metà dicembre fu aperta la selezione del cast artistico. Il 27, dopo alcune insistenti indiscrezioni, fu confermato Elio Germano nel ruolo di Felice Maniero. A metà gennaio, il casting era giunto alle fasi finali.
A metà febbraio 2011 sono stati confermati nel cast anche Franco Castellano e Carmine Recano nel ruolo del dott. Arosio e dell'ispettore Bruno Ricci, e Katia Ricciarelli nel ruolo della madre di Felice Maniero, dopo esser entrata in trattative formalmente il mese precedente.
Per il film sono stati provinati e selezionati in particolar modo attori di origini veneta e, ancora più nello specifico, del Brenta, poiché - secondo Elio Germano, il loro coinvolgimento è stato utile «a capire come si è radicata un'organizzazione criminale che c'è stata raccontata molto dai giornali, ma che non tutti hanno compreso fino in fondo, o almeno non io personalmente».
L'attore teatrale Matteo Cremon interpreta Tavoletta, un membro della banda così chiamato perché «si occupa dei mezzi di trasporto». Secondo Cremon, essendo il suo «personaggio controverso, ricco di sfumature, l'unico che si porta dentro qualche dubbio e che si fa un esame di coscienza», ha cercato «di lavorare molto sulla sua complessità e sui contrasti che vive dentro di sé [...] senza essere esplicito ma nemmeno troppo criptico, semplicemente cercando di raccontare una storia».
A marzo ha firmato un contratto per partecipare al film il cascatore sloveno Rok Cvetkov.
Andrea Gherpelli è il Moro.

### Riprese
Le riprese sono cominciate a Treviso il 18 febbraio 2011 e sono terminate a fine aprile. Per ragioni di sicurezza la lavorazione è stata «blindata», motivo per cui non state date al pubblico informazioni dettagliate circa i tempi e modalità.
Dovevano originariamente iniziare nell'autunno 2010 tra il Veneto e la Croazia, per una messa in onda fissata per la primavera del 2011, ma la data d'inizio fu posticipata al 18 febbraio 2011, con location stabilite a Padova, Venezia, Mestre e in Slovenia e, generalmente, negli stessi luoghi del perimetro d'azione dell'organizzazione criminale.
A inizio marzo, nell'ambito di una campagna tesa ad «avviare una collaborazione di promozione del territorio e renderlo appetibile per le case di produzione cinematografica», la Polesine Film Commission ha avvicinato i realizzatori di Maniero e di un altro progetto non specificato finanziato dalla regione Veneto, proponendogli di aiutarli ad individuare potenziali location nelle quali svolgere le riprese. Il 16 marzo, alla terza settimana di lavorazione, le riprese sono state realizzate principalmente a Rosolina, Chioggia e Venezia.
In concomitanza all'alloggiamento veneto, dal 1º marzo sino a fine aprile un'unità di riprese formata da 53 sloveni e 25 italiani, 57 attori e 800/1000 comparse ha lavorato in Slovenia a turni giornalieri di 11 ore di girato, «dove sono state individuate location buone per ricreare l'ambiente del Veneto degli anni '70». Il 19 marzo, ad Isola d'Istria, sono stati concessi i noti locali notturni Ambasada Gavioli e Nocturnal Gatheringu per girare in interni. Altre riprese sono state realizzate a Kranj, Vipava, nell'Istria slovena, nella valle del Vipacco, a Lubiana e Portorose. In quest'ultima località, la troup ha soggiornato per un ammontare giornaliero di 1.550 € al Kempinski Palace, all'interno del quale è stata girata anche una scena, per l'intero arco della lavorazione nell'area costiera. Fra le altre location situate a Portorose, il Grand Casinò Portoroz, reale permanenza di Maniero durante le sue trasferte in Jugoslavia, e aree appartenenti a privati costellate di villini usate per scene inerenti assalti, rapine e sparatorie.
Secondo alcune stime, i circa 45 giorni di lavorazione avrebbero fatturato all'imprenditoria turistica slovena, specie albergatori, ristoratori, gestori di locali, tra 1,2 e 1,5 milioni di euro.
A inizio aprile, il cast si è spostato nella casa circondariale di via Barzellini a Gorizia per effettuare alcune riprese in interni. Il secondo piano della struttura è stato adibito a set. La mattina del 6, all'arrivo di una squadra per le riprese, durante un controllo ordinario della polizia dei documenti dei membri della troup, necessario per accertare l'identità e farli entrare nel carcere a girare, un autista dei mezzi per il trasporto delle attrezzature sloveno è stato fermato dopo l'esibizione della documentazione e tradotto in carcere: era infatti ricercato dal 2006, quando il tribunale di Trieste lo aveva condannato a 6 mesi di reclusione per favoreggiamento dell'immigrazione clandestina.
Il 9 aprile, le riprese si sono spostate a palazzo Coronini (Gorizia), allestito a set al termine della sosta nella casa circondariale. Per via della presenza della troup, ai visitatori è stato possibile recarsi solamente alla mostra "Testa di ponte di Gorizia 1915-1916" situata nelle Scuderie della fondazione, mentre il resto della struttura è stato chiuso ai non addetti ai lavori.

## Musiche
La band italiana Afterhours ha partecipato alla colonna sonora con la canzone La tempesta è in arrivo, estratta dall'album Padania, e che si può sentire all'inizio e alla fine delle due puntate della serie.

## Distribuzione
La prima puntata di Faccia d'angelo è stata trasmessa su Sky Cinema 1 il 12 marzo 2012, seguita il 19 dalla seconda e ultima puntata con in successione uno speciale di History dedicato alla mala del Brenta, intitolato La Mala del Brenta: la vera storia.. La miniserie ha registrato il maggior ascolto mai ottenuto da una serie originale Sky.
È stato successivamente mandato in visione su La7 in data 15 dicembre 2013 in prima visione tv in chiaro.

## Controversie
Come per Vallanzasca - Gli angeli del male di Michele Placido, anche il progetto televisivo di Sky non è stato esente da critiche per il fatto di rappresentare un personaggio del calibro di Maniero.
Per ragioni di sicurezza non meglio specificate, sia la compagnia che gli attori hanno preferito non rivelare date e informazioni troppo specifiche sui tempi e la modalità previste dalla lavorazione. Per gli stessi motivi di «prudenza», Sky annunciò all'Ansa che il nome di Felice Maniero (collaboratore di giustizia dal 1995) non sarebbe comparso nel film, spiegando che il suo personaggio sarebbe stato invece chiamato "Il toso" (let. "il ragazzo"), uno dei tanti soprannomi con il quale era conosciuto, e per esigenze di copione parte della sua vita sarebbe stata romanzata.
Dopo un sequestro da parte delle forze dell'ordine di 47 armi da fuoco sceniche non correttamente modificate, e quindi potenzialmente pericolose, nel marzo 2011 hanno temporaneamente chiuso 4 stabilimenti del settore, mettendo a rischio la lavorazione di diversi progetti in lavorazione tra i quali Faccia d'angelo, Squadra antimafia 3 - Palermo oggi, R.I.S. Roma 2 - Delitti imperfetti e Il tredicesimo apostolo - Il prescelto.
Nel mese di marzo 2012, pochi giorni dopo la messa in onda, compare la notizia per cui parrebbe che la troupe della fiction su Maniero, girato in Slovenia, avrebbe lasciato debiti per 550.000 euro. Comparse, ristoratori e negozianti attenderebbero ancora di essere pagati. Il caso è adesso gestito dal tribunale di Lubiana.